# Gautier II d'Enghien
Pour les articles homonymes, voir Gautier II.
Gautier II d'Enghien, né vers 1267 et décédé en 1309, était un chevalier brabançon, seigneur d'Enghien en 1289, avoué de Tubize.

## Biographie
Il était le fils de Gautier I d'Enghien et de Marie de Rethel, il épousa Yolande de Flandres (fille de Robert II de Béthune, comte de Flandres et de Yolande de Bourgogne, comtesse de Nevers) le 24 juillet 1287. Douairière d'Enghien à la mort de son époux et tutrice de son fils Gautier III d'Enghien.
Il fonda avant sa mort la Chartreuse de Herinnes qui était la plus ancienne chartreuse des anciens Pays-Bas.

## Filiation
De l'union de Gautier II et Yolande naquirent :
- Gautier d'Enghien, décédé dans sa deuxième année ;
- Siger d'Enghien, décédé à dix-huit ans ;
- Marie d'Enghien, épousa en mars 1321 Robert V comte de Dreux et de Braine et, en secondes noces, Robert Comte de Roucy ;
- Yolande d'Enghien, épousa Raoul ou René le Flamenc ;
- Gautier III d'Enghien, épousa Isabelle de Brienne ;
- Jeanne d'Enghien, dame de Landelies, épousa Jean de Hénin, seigneur de Boussu ;
- Madeleine d'Enghien, épousa Foulques de Pierrepont, seigneur de Mortemart ;
- Arlette d'Enghien, épousa Jean de Ville ;
- Sibylle d'Enghien, nonne à Preuny ;
- Margueritte d'Enghien, épousa Philippe van Maldeghem, chevalier.

## Héraldique
Les armes de famille se blasonnent : Gironné de sable et d'argent de dix pièces, chaque giron de sable chargé de trois croisettes recroisetées au pied fiché.
La maison avait pour cri de ralliement Enghien au seigneur.

## Sources
- (nl) Cet article est partiellement ou en totalité issu de l’article de Wikipédia en néerlandais intitulé « Wouter II van Edingen » (voir la liste des auteurs).